# Roy Bentley
Roy Thomas Frank Bentley (Bristol, 17 de maio de 1924 - 20 de abril de 2018) foi um futebolista e treinador inglês. Foi integrante da seleção inglesa na Copa do Mundo de 1950.
Nascido em Bristol, Bentley esteve presente na Segunda Guerra Mundial servindo a Marinha Real Britânica e, ao mesmo tempo, iniciava sua carreira futebolistica atuando nas duas equipes de sua cidade, com mais frequência no Bristol City. Atuaria no clube durante sete anos, tendo o deixado quando recebeu uma proposta para defender o Newcastle United, logo após o término da guerra. Lá, formou ao lado de Jackie Milburn, Shackleton Len e Wayman Charlie um dos principais ataques do futebol britânico. Porém, nas duas temporadas em que esteve presente na equipe, o mais próximo de um título aconteceu na temporada 1946-47, quando chegou nas semifinais da Copa da Inglaterra, mas acabou sendo eliminado para o Charlton Athletic após uma derrota por 4 x 0.
Acabaria deixando o Newcastle e assinando com o Chelsea pouco tempo depois, que pagou 12,500 mil libras por seu passe.  A sua troca ocorreu por recomendação médida, já que Bentley sofria com problemas no pulmão e o sul era mais recomendado para ele viver. Curiosamente, Bentley chegou ao clube para substituir Tommy Lawton, que havia assinado com o clube pelo mesmo motivo. Em sua estreia, acabaria perdendo para o Huddersfield Town por 4 x 2 e, nos quatro meses seguintes, marcaria apenas três vezes.
Sua sorte acabaria mudando na temporada, tendo terminado com 23 tentos. A partir de então, os gols seriam frequêntes em sua passagem pelo Chelsea, lhe rendendo suas primeiras convocações para a Seleção Inglesa, a qual defenderia apenas doze vezes, mas tendo uma impressionante média de gols, tendo marcado nove. Com a Inglaterra, esteve presente na Copa do Mundo de 1950 (onde disputou duas partidas, sendo a segunda na famosa derrota para os Estados Unidos por 1 x 0), a primeira disputada pelo país. Antes, Bentley havia marcado um gol de trinta metros na Copa da Inglaterra, sobre o Manchester United, que terminou com vitória londrina por 2 x 0.
Tudo passaria a melhorar no clube com a chegada de Ted Drake, com o qual, Bentley se tornaria o capitão do Chelsea e o principal jogador e, três temporadas após a chegada de Drake, conquistaria seu primeiro título do campeonato inglês (assim como o clube), marcando 23 vezes na temporada, incluindo um hat-trick (três gols) contra sua ex-equipe, o Newcastle United, além de marcar duas vezes na vitória por 4 x 3 no concorrente direto pelo título, o Wolverhampton Wanderers. Porém, na temporada seguinte, seria um dos primeiros a ser dispensado por Drake que tentava renovar o envelhecido elenco.
Ao todo, disputaria 367 partidas pelo clube, marcando 150 vezes, sendo durante alguns anos o maior artilheiro do clube. Também fora artilheiro do clube em todas suas oito temporadas. Em seguida, Bentley continuou em Londres, assinando com o rival Fulham, onde atuando mais recuado, conseguiria novamente uma semifinal de Copa da Inglaterra, em sua segunda temporada, mas perdendo para o Queens Park Rangers, onde segueria em seguida, e encerraria sua carreira, em 1962, quando tinha 38 anos. Logo em seguida Bentley ainda tentaria seguir caminho no futebol como treinador, tendo em nove anos na função, treinado apenas duas equipes: Reading e Swansea City. Após isso, virou dirigente.

## Títulos
Chelsea
- Campeonato Inglês: 1955
- Supercopa da Inglaterra: 1955